# Babar (cotre)
Pour les articles homonymes, voir Babar (homonymie).
Le Babar est une réplique de cotre langoustier de Bretagne sud construit comme voilier de plaisance. 
Son port d'attache actuel est Paimbœuf, en Loire-Atlantique. Il appartient depuis 1994 à l'artiste peintre, aventurier et écrivain Pierre Raffin-Caboisse.
Son immatriculation est : 560131 N, quartier maritime de Vannes.

## Histoire
Cette réplique de cotre-langoustier de la fin du XIXe siècle est dessiné par l'architecte naval pornichétin François Vivier et construit au Chantier du Guip, à l'Île aux Moines, dans le Golfe du Morbihan.
Il est lancé le 10 mai 1981 et baptisé Soir du 10 mai par son propriétaire Monsieur Retaire. Quatre ans plus tard, il change de main et prend le nom, en breton, Tal coat (ce qui signifie, en français : bout de bois).
Il est racheté ensuite par Monsieur Shneider qui le rebaptise Babar (surnom de son épouse).
En 1994, il est acquis par Pierre Raffin-Caboisse qui lui garde son nom de Babar et a pour rêve d'effectuer un tour du monde. Il effectue cette circumnavigation de 1999 à 2002, à la voile donc, et en solitaire, sur la trace du navigateur Jacques-Yves Le Toumelin qui le réalisa de 1949 à 1952 sur son cotre Kurun. À son retour, il écrit le livre Babar autour du monde en 2003 .
En 2009, Raffin-Caboisse une nouvelle aventure sur les traces des survivants de l'expédition de La Pérouse. De retour des Açores après des avaries au large de Panama, Babar est heurté en juillet 2010, au large de la Mauritanie par un cargo qui ne s'arrête pas. De nombreux dégâts et une voie d'eau sont constatés. Il rejoint la France et le bateau est expertisé par le Chantier du Guip et les travaux sont réalisés pour une somme de 45 000 € avec un appel à souscription .
Le Babar participe à de nombreux rassemblements de voiliers traditionnels comme la Semaine du Golfe du Morbihan, les Fêtes maritimes de Douarnenez et les Fêtes maritimes de Brest (Brest 2004, Brest 2008, Brest 2016).

## Caractéristique
Ce cotre a un seul mât possède quatre voiles : une grand-voile à corne et un foc marron, un flèche et une trinquette bleus.
Sa cale avant contient désormais deux couchettes.